# ラビニヨ型遊星歯車機構

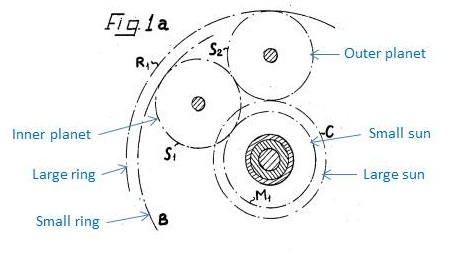
特許申請書からの図。青字は後からの加筆。

ラビニヨ型遊星歯車機構（ラビニヨがたゆうせいはぐるまきこう、ラビニオ型とも）は、Pol Ravigneauxによって発明された二重遊星歯車機構である。Ravigneauxは1949年7月28日に特許申請を行った。遊星歯車機構は自動車などのオートマチックトランスミッションで一般的に使われるが、本機構は内歯車-遊星歯車と遊星歯車-遊星歯車の2つの歯車対から構築される。
本機構は2つの太陽歯車（大きな太陽と小さな太陽）、2組の遊星歯車（内遊星と外遊星）を保持する1つの遊星キャリヤを持つ。遊星キャリヤは1つのサブアセンブリであるが、内遊星歯車および外遊星歯車とそれぞれ連結する2つの半径を持つ。2組の遊星歯車はキャリヤとは独立に回転するが、お互い対して固定ギア比で共回転する。内遊星歯車は小さな太陽歯車と連結し、それに対して固定ギア比で共回転する。外遊星歯車は大きな太陽歯車と連結し、それに対して固定ギア比で共回転する。最終的に、内歯車も外遊星歯車と連結して、固定ギア比で共回転する。

## 遊星歯車機構

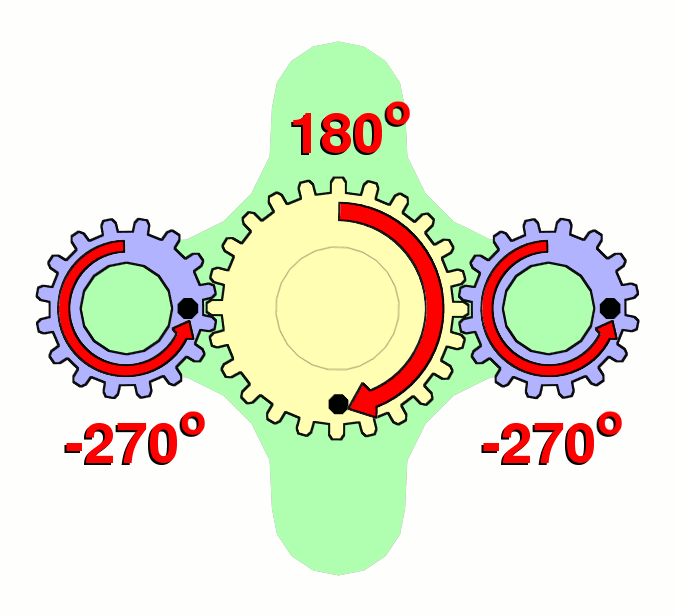
単純な遊星歯車列の図。太陽歯車は黄色、遊星歯車は青色、遊星キャリヤは緑色で示されている。内歯車は描かれていない。

ラビニヨ型とは対照的に、単純な遊星歯車列は2つの同心歯車、それらの歯車間の隙間を橋渡しする1つ以上の遊星歯車、遊星歯車を支える1つのアームを持つ。大抵、直径が小さい方の同心歯車が外歯で太陽歯車を呼ばれ、直径が大きい方の同心歯車が内歯で内歯車と呼ばれる。アームは大抵は遊星キャリヤと呼ばれる。遊星歯車は通常は直接的に連結しておらず、以下の3つの構成要素が直接的に連結している。
- 太陽歯車
- 内歯車
- 遊星キャリヤ

これによって、入力が2つ、出力が1つとなる。オートマチックトランスミッションでは大抵、1つの構成要素が固定で保持され、もう1つの要素が入力、残りの要素が出力のために使われる。保持、入力、出力のための要素を選ぶことによって、遊星歯車は回転速度を速めたり、遅めたり、回転方向を変化させたりする。

## ラビニヨ型機構の発明

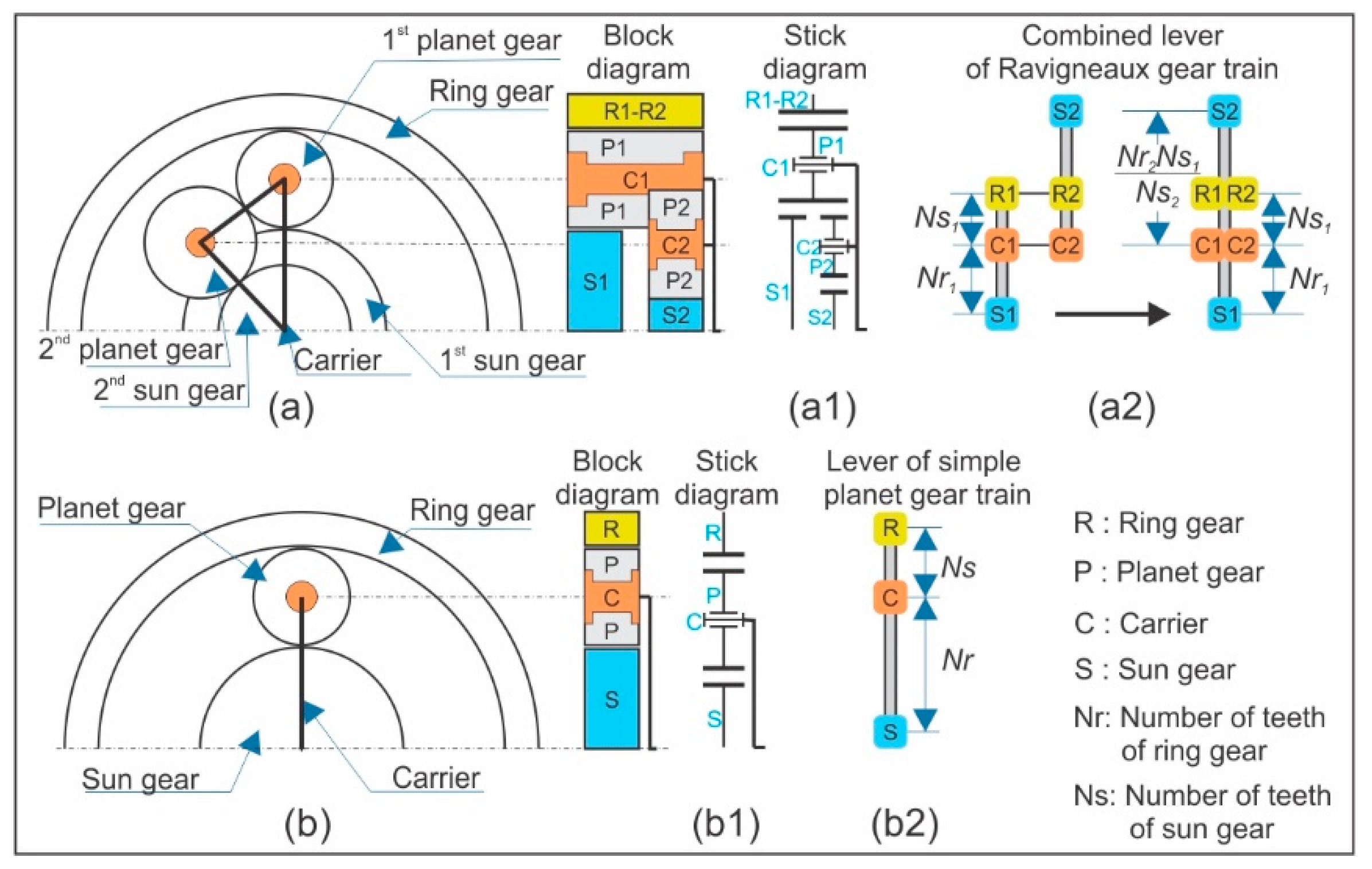
ラビニヨ型遊星歯車機構（上）と単純遊星歯車機構（下）の概略図。

ラビニヨ型機構は、2組の完全な遊星歯車機構を使用するシンプソン型遊星歯車機構といった、初期の遊星歯車式トランスミッションを改良したものである。発明時には、ラビニヨ型は2つ遊星歯車列を単一の遊星キャリヤに付けていた。つまり、太陽歯車は2つ、内歯車は2つ、単一にキャリヤに2組の遊星歯車群を持っていた。キャリヤは遊星歯車機構の中で通常最大で最も効果な部品であるため、単一のキャリヤを使うことでより小型、軽量、安価で製造することが可能になった。
原特許申請では、トランスミッションにおいて電磁クラッチを使用することが提唱されていた。特許申請年は1949年で、まだ油圧技術があまり発展していなかった時であった。数年後、ラビニヨ型がフォード・モーター・カンパニーで生産に入った時には、油圧動作型バンドブレーキおよびクラッチが使われた。
内歯車Bは遊星歯車S1と連結し、遊星歯車S1は太陽歯車M1と連結する。
内歯車R1は遊星歯車S2と連結し、遊星歯車S2は太陽歯車Cと連結する。S1の遊星歯車はS2の遊星歯車と対合されている。
出力は内歯車のいずれか1つと連結することができ、R1は全ての前進速度、Bは後退速度で使われる。入力は常にM1を駆動する。全ての前進速度においてトルクは遊星歯車S1とS2との間で伝達されなければならない。なぜなら、S1遊星歯車のみが入力M1と噛み合っており、S2遊星歯車のみが出力R1と噛み合っているからである。
後退ギアでは、ラビニヨ型は通常の遊星歯車システムのように振る舞う。2つ目のシステムは荷重がかからず単に仲間に加わっているだけである。ギア比は歯数に依存する。特許で示されたギア比は以下の通りである。
| ギアシフト | 比     | 遊星キャリヤA   | 太陽歯車M1 | 太陽歯車C       | 内歯車B  | 内歯車R1     | トルク伝達                |
| ---------- | ------ | --------------- | ---------- | --------------- | -------- | ------------ | ------------------------- |
| 後退       | -0.285 | 制動            | 入力       | 自由回転        | 出力     | 自由回転     | M1 -> S1 -> B             |
| 1速        | 0.267  | 制動            | 入力       | 自由回転        | 自由回転 | 出力         | M1 -> S1 -> S2 -> R1      |
| 2速        | 0.429  | 回転            | 入力       | 自由回転        | 制動     | 出力         | M1 -> S1 -> A -> S2 -> R1 |
| 3速        | 0.576  | 回転            | 入力       | 制動            | 制動     | 出力         | M1 -> S1 -> A -> S2 -> R1 |
| 4速        | 1      | Cをつかんだ状態 | 入力       | Aをつかんだ状態 | 固定     | 出力（固定） | 直接駆動                  |
| 5速        | 1.5    | 未定            | 未定       | 未定            | 未定     | 未定         | 未定                      |

## フォード・FMXトランスミッション
右の写真は、フォード・FMXトランスミッションで使われている遊星キャリヤを示している。遊星キャリヤは遊星歯車機構の中心部分である。キャリヤ内部で回転する2つの太陽歯車（一次と二次）は見えていない。キャリヤの周りに収まる内歯車も見えていない。入力は太陽歯車の1つあるいは両方へ印加され、出力は内歯車から取り出される。
FMXトランスミッションは、フォワードクラッチおよびリアクラッチと呼ばれる2つのクラッチならびにフォワードバンドおよびリアバンドと呼ばれる2つのバンドブレーキを通して制御される。クラッチとバンドは油圧によって操作される。この場合、フォワードはエンジンに近いことを意味している。適用されると、クラッチは回転構成要素をエンジンへと接続する。バンドは構成要素を保持し、回転を防ぐ。フォワードクラッチは一次太陽歯車への動力を制御する。リアクラッチは二次太陽歯車への動力を制御する。紛らわしいが、リアクラッチを保持するバンドがフロントバンドと呼ばれる。リアバンドは遊星キャリヤを保持する。

### 内側および外側遊星歯車
ラビニヨ型歯車機構は、それぞれの遊星歯車が同じキャリヤ上にある3つの歯車の組に置き換えられていることを除けば、単純な遊星歯車機構と似ている。3つの歯車は全て左の写真においてキャリヤの内部に見えている。この写真の右側にある歯車は左で噛み合っている歯車よりもキャリヤの中心に向かってわずかに遠い。左と右側の歯車は逆方向に回転する。外側の遊星歯車のみが内歯車と噛み合っている。一次太陽歯車（小さな太陽歯車）は内側の遊星歯車と噛み合い、二次太陽歯車（大きな太陽歯車）は外側の遊星歯車と共に回転する歯車と噛み合う。
右端の写真はキャリヤの反対側を示している。見えている2つの噛み合っている歯車のうち、右側の歯車はキャリヤの中心からわずかに遠い位置にあり、これによって内歯車を噛み合うことができる。
一般に、ラビニヨ型機構の3つの歯車はそれぞれ異なる歯数を持つが、フォード・FMXトランスミッションでは3つ全てが18の歯数を有する。逆方向に回転し、異なる太陽歯車を噛み合っている複数の遊星歯車を持つことで、ラビニヨ機構は1組の遊星歯車機構だけを使って、複数の前進ギアと後退ギアを提供することができる。写真のFMXトランスミッションは前進3段、後退1段である。